# Milan Orlowski
Pour les articles homonymes, voir Orlowski.
Milan Orlowski (né le 7 septembre 1952 à Prague) est un pongiste tchèque.
Il a été champion d'Europe en 1974, et vainqueur du Top 12 européen de tennis de table à deux reprises, en 1977 et 1983.
Il a été également champion d'Europe en double messieurs associé au hongrois Gábor Gergely en 1978, et en double mixte en 1980.